# Sidnei
Sidnei Rechel da Silva Junior (Alegrete, 21 januari 1989) – alias Sidnei – is een Braziliaans professioneel voetballer die doorgaans speelt als centrale verdediger. In januari 2025 tekende hij voor Monsoon.

## Clubcarrière
Sidnei speelde in de jeugd van Internacional, waarvoor hij gedurende de jaargang 2007 ook debuteerde in het betaald voetbal. Op 24 juli 2008 ondertekende hij een verbintenis voor vijf seizoenen bij Benfica. In zijn eerste seizoen was de verdediger een back-up. Het seizoen erop speelde hij vijf duels. Na een half seizoen op de bank, kreeg hij een basisplaats toen David Luiz verkocht werd aan Chelsea.
Ondanks zijn basisplaats werd Sidnei in juni 2011 verhuurd aan Beşiktaş. Terug in Portugal speelde hij vooral in het tweede elftal. In 2013 werd hij om die reden opnieuw verhuurd, dit keer aan Espanyol, samen met Pizzi. Voor Espanyol speelde hij twaalf competitieduels. Het seizoen erna werd Sidnei voor de tweede maal verhuurd aan een Spaanse club, nu aan Deportivo La Coruña. In het seizoen 2014/15 speelde hij mee in tweeëndertig competitieduels en in de hieropvolgende zomer werd de huurdeal met een seizoen verlengd.
Het seizoen 2015/16 leverde nog een wedstrijd meer op dan in de jaargang ervoor en voor Deportivo was dat genoeg reden om de Braziliaan definitief over te nemen van Benfica. Met de overgang was circa zesenhalf miljoen euro gemoeid. Het contract dat Sidnei ondertekende, werd aan het einde van het kalenderjaar 2016 nog verlengd, tot medio 2020. Medio 2018 nam FK Krasnodar de centrumverdediger over voor circa zes miljoen euro. Een dag na de aankondiging van de transfer bleek er toch een kink in de kabel gekomen te zijn en Sidnei keerde terug naar Deportivo.
Die zomer zou hij alsnog vertrekken bij Deportivo; Real Betis nam de Braziliaan over voor vierenhalf miljoen euro. In Sevilla zette hij zijn handtekening onder een verbintenis voor de duur van vier seizoenen. Een jaar voor het einde van dit contract verliet de verdediger Betis. In januari 2022 vond Sidnei een nieuwe club, toen hij tekende voor Cruzeiro. Drie maanden later stapte hij over naar Goiás. Deze club verliet hij in juli 2022 weer. Hierop tekende Sidnei voor een jaar bij Las Palmas. Een jaar later keerde hij bij Ceará weer terug in Brazilië. Het gehele kalenderjaar 2024 zat hij zonder club, waarna hij bij Monsoon tekende.

## Clubstatistieken
| Seizoen | Club                  | Competitie        | Competitie | Competitie | Beker | Beker | Internationaal | Internationaal | Totaal | Totaal |
| Seizoen | Club                  | Competitie        | Wed.       | Dlp.       | Wed.  | Dlp.  | Wed.           | Dlp.           | Wed.   | Dlp.   |
| ------- | --------------------- | ----------------- | ---------- | ---------- | ----- | ----- | -------------- | -------------- | ------ | ------ |
| 2007    | Internacional         | Série A           | 21         | 0          | 0     | 0     | —              | —              | 35     | 4      |
| 2008    | Internacional         | Série A           | 4          | 1          | 0     | 0     | —              | —              | 4      | 1      |
| 2008/09 | Benfica               | Primeira Liga     | 24         | 3          | 5     | 1     | 6              | 0              | 35     | 4      |
| 2009/10 | Benfica               | Primeira Liga     | 5          | 0          | 2     | 0     | 3              | 0              | 10     | 0      |
| 2010/11 | Benfica               | Primeira Liga     | 16         | 3          | 7     | 0     | 4              | 0              | 27     | 3      |
| 2011/12 | → Beşiktaş            | Süper Lig         | 10         | 2          | 1     | 0     | 1              | 0              | 12     | 2      |
| 2012/13 | Benfica               | Primeira Liga     | 0          | 0          | 1     | 0     | 0              | 0              | 1      | 0      |
| 2013/14 | → Espanyol            | Primera División  | 12         | 0          | 6     | 1     | —              | —              | 18     | 1      |
| 2014/15 | → Deportivo La Coruña | Primera División  | 32         | 0          | 0     | 0     | —              | —              | 32     | 0      |
| 2015/16 | → Deportivo La Coruña | Primera División  | 33         | 0          | 0     | 0     | —              | —              | 33     | 0      |
| 2016/17 | Deportivo La Coruña   | Primera División  | 29         | 1          | 3     | 0     | —              | —              | 32     | 1      |
| 2017/18 | Deportivo La Coruña   | Primera División  | 21         | 1          | 1     | 0     | —              | —              | 22     | 1      |
| 2018/19 | Real Betis            | Primera División  | 24         | 1          | 3     | 0     | 7              | 1              | 34     | 2      |
| 2019/20 | Real Betis            | Primera División  | 14         | 1          | 1     | 0     | —              | —              | 15     | 1      |
| 2020/21 | Real Betis            | Primera División  | 11         | 0          | 4     | 0     | —              | —              | 15     | 0      |
| 2022    | Cruzeiro              | Série A           | 2          | 0          | 0     | 0     | —              | —              | 2      | 0      |
| 2022    | Goiás                 | Série A           | 4          | 0          | 1     | 0     | —              | —              | 5      | 0      |
| 2022/23 | Las Palmas            | Segunda División  | 19         | 1          | 2     | 0     | —              | —              | 21     | 1      |
| 2023    | Ceará                 | Série B           | 2          | 0          | 0     | 0     | —              | —              | 2      | 0      |
| 2024    | —                     | —                 | —          | —          | —     | —     | —              | —              | —      | —      |
| 2025    | Monsoon               | Campeonato Gaúcho | 0          | 0          | 0     | 0     | —              | —              | 0      | 0      |
| Totaal  | Totaal                | Totaal            | 283        | 14         | 37    | 2     | 21             | 1              | 341    | 17     |

Bijgewerkt op 3 januari 2025.

## Erelijst
| Competitie          |               |                           |               |               |
| Competitie          | Aantal        | Jaren                     |               |               |
| Internacional       | Internacional | Internacional             | Internacional | Internacional |
| ------------------- | ------------- | ------------------------- | ------------- | ------------- |
| Recopa Sudamericana | 1             | 2007                      |               |               |
| Benfica             |               |                           |               |               |
| Primeira Liga       | 1             | 2009/10                   |               |               |
| Taça da Liga        | 3             | 2008/09, 2009/10, 2010/11 |               |               |